# Can Giol
Can Giol és una masia de Sant Esteve de Palautordera (Vallès Oriental) inclosa a l'Inventari del Patrimoni Arquitectònic de Catalunya.

## Descripció
Edifici rural de planta rectangular. Consta de planta baixa i un pis, sense golfes. La coberta és a dues vessants. La façana és de composició simètrica, arrebossada i un xic transparent. El portal d'accés és amb carreus de pedra i una de llarga que fa de llinda. Hi ha alguna finestra petita amb arcs de mig punt però que a sobre hi ha una pedra que fa de llinda amb alguna decoració esculpida.

## Història
Aquest edifici no està datat però es creu que és del segle xvi, cap a mitjans de 1500.
Manté la típica estructura de les masies d'aquesta època i el seu estat de conservació és bastant bo.